# Andrés de Prado
Andrés de Prado, escritor español del Siglo de Oro.
Natural de Sigüenza, escribió una colección de novelas cortesanas: Meriendas del ingenio y entretenimiento del gusto, (Zaragoza: Juan de Ybar, 1663), que incluye algunas piezas interesantes como La vengada a su pesar, Ardid de la pobreza y Astucias de Vireno, El cochero honroso, El señalado, La peregrina y La más esquiva hermosura.